# Зварич Федір
Федір Зварич (псевдо.: «Волиняк»; 7 березня 1921, с. Грабівка, нині Калуський район, Івано-Франківська область — 1947, с. Грабівка, Новицька сільська громада, Калуський район, Івано-Франківська область) — український військовик, сотенний Відділу 87 «Хорти» ТВ-23 «Магура» ВО-4 «Говерля» УПА-Захід.

## Життєпис
Народився 7 березня 1921 року в с. Грабівка, Калуський повіт, Станиславівське воєводство (нині Новицька сільська громада, Калуський район, Івано-Франківська область) в родині селян. Після закінчення сільської школи працював у господарстві батьків. Член ОУНР З 1942 р.
З 1943 року в лавах УНС. Восени 1943 року був вояком сотні «Сіроманці» вишкільного куреня УНС «Гайдамаки», далі — вишкільником самооборонних відділів Калуської округи ОУН. З осені 1944 р. призначений командиром рою, а потім — чоти в новоорганізованому Відділі 83 «Круки» (командир — Петро Дуда-«Моряк») у ТВ-23 «Магура» ВО-4 «Говерля» УПА-Захід, а навесні 1945 року  переведений ройовим до сотні «Хорти» (командир Казимир Яворський «Бей») Групи «Магура», восени того ж року призначений командиром чоти.
З 20 грудня 1945 року — командир сотні «Хорти» (відділ 87). Важко поранений 25 лютого 1946 р. у ворожій засідці між селами Льдзяне і Красне Перегінського району. 
Загинув у рідному селі влітку 1947 р., застрелившись у безвихідній ситуації.